# San Víctor (Argentina)
San Víctor é uma junta de governo da província de Entre Ríos, na Argentina.